# 邸力
邸力（1914年—2004年），原名狄莉西，女，回族，内蒙古萨拉齐人，中国电影表演艺术家，曾任中国电影家协会理事。